# Frédéric-Louis Allamand
Frédéric-Louis Allamand (Payerne, 5 febbraio 1736 – Leida, 1803) è stato un botanico svizzero.

## Biografia
Nacque a Payerne, in Svizzera, si trasferì poco dopo a Leida, in Olanda nel 1749 per vivere con suo zio Jean-Nicolas-Sébastien Allamand (1713-1787) professore di filosofia e matematica presso l'Università di Leida, membro del Royal Society e corrispondente di Benjamin Franklin.
Frédéric iniziò a studiare letteratura presso l'università di Leida, ma successivamente cambiò per studiare medicina. Nel 1760 si unì nella marina olandese come medico sulle navi. Durante il suo tempo nella marina visitò i seguenti luoghi: Suriname e Guyana. Successivamente divenne medico di corte a San Pietroburgo. Nel 1793 ritornò a Leida per lavorare nell'università. La data della sua morte è sconosciuta.
Era un corrispondente di Carl Linneo e descrisse vari generi vegetali. Il genere Allamanda è nominato in suo onore.